# 源満頼
源 満頼（みなもと の みつより）は、平安時代中期の武士。源経基または源満季の子。

## 略歴
『尊卑分脈』には、何らかの理由により祖父・経基の養子となり、中級貴族として右馬充、但馬介、上野掾、下野守、筑前国守などを歴任し極位は従五位下であったとされる。
その他の事跡については不明。満季の家系は源致公が継承したとされる。